# Faustí Barberà
Pour les articles homonymes, voir Barberà.
Faustí Barberà i Martí, né à Alaquàs le 19 décembre 1850 et mort à Valence le 5 janvier 1924, est un médecin, érudit et homme politique du Pays valencien.
Son discours De regionalisme i valentinicultura, prononcé à l'occasion de l'ouverture des cours de Lo Rat Penat de 1902 et publié en 1910, est fréquemment considéré comme une des bases du valencianisme politique moderne. Contre la posture provincialiste et conservatrice représentée par Teodor Llorente Olivares et de Lo Rat Penat, il montre une conception politique régionaliste et nationaliste,,. En 1904, Barberà participe à la fondation de l'association València Nova, qu'il présidera en 1907.

## Œuvres
- De la enseñanza del sordomudo por el método oral puro (1894)
- La fisiología del lenguaje
- La intubación laríngea
- De Regionalisme i Valentinicultura (1902)
- Conferencias sobre bio-bibliografía de Carlos Ros (1905)